# 里克
里 克（り こく、? - 紀元前650年）は、中国春秋時代の晋の将軍。

## 生涯
里克は、士蔿・狐突・荀息・丕鄭・先丹木とともに晋の献公を補佐していた。里克は、戎・狄を征伐し、晋の公族をただし、君主の権力を強化させた。太子申生を擁護していたが、驪姫と優施に阻まれることとなった（驪姫の乱）。
献公の死後、紀元前651年、里克は、驪姫とその子の奚斉・奚斉の異母弟の卓子を殺害し、奚斉を擁護していた荀息を死に追いやった。里克は、元来、公子重耳（後の文公）を即位させようと考えていたが、郤芮・呂省に説得されて、公子夷吾（後の恵公）を擁立することとなった。
紀元前650年、夷吾が即位し、里克の軍権は削減された。恵公が郤芮を派遣して里克を誅殺しようとしたところ、里克は、自死した。